# San Antonino Monte Verde
San Antonino Monte Verde là một đô thị thuộc bang Oaxaca, México. Năm 2005, dân số của đô thị này là 6482 người.